# Maçarico-de-bico-direito
Maçarico-de-bico-direito ou milherango (Limosa limosa) é uma ave da família Scolopacidae. Trata-se de uma ave migradora, estando presente em Portugal sobretudo no Inverno e no estuário do rio Tejo. Nas últimas décadas esta espécie sofreu um acentuado declínio populacional, estando actualmente na lista vermelha da IUCN na categoria "Near Threatened".

## Morfologia e taxonomia
O maçarico-de-bico-direito é uma ave limícola de aspecto elegante e gracioso. Com 35 a 45 cm de comprimento, uma envergadura de cerca de 75 cm e 160 a 440 g de peso, trata-se de uma limícola de porte médio/grande.
As patas altas e o bico longo (em alguns casos ultrapassando os 12 cm de comprimento), ligeiramente curvado para cima são duas das características mais distintivas desta espécie. Outra característica distintiva, é a coloração negra da parte terminal da cauda, antecedida por uma barra branca muito conspícua na região do uropígio.
A coloração varia entre uma plumagem de Inverno com as costas cinzentas e a barriga branca e uma plumagem nupcial rica em tons alaranjados, ocres e vermelhos e barras pretas ao longo da parte anterior do pescoço e barriga. Os machos são mais pequenos que as fêmeas, tendo também geralmente uma coloração mais intensa que estas.
Esta espécie é composta por três subespécies:
- a subespécie nominal Limosa limosa limosa,
- a subespécie islandesa Limosa limosa islandica e
- a subespécie asiática Limosa limosa melanuroides.

A primeira apresenta em geral indivíduos de maiores dimensões, sendo a coloração da plumagem nupcial menos intensa que nas outras duas subespécies. Reproduz-se numa vasta área, essencialmente na Europa temperada, desde a Holanda, onde tem o seu principal núcleo reprodutor, até à Rússia, estando o limite oriental da sua distribuição no rio Yenisev. Estas aves passam o Inverno na África Ocidental, sendo avistadas em Portugal em grandes números durante a sua migração pré-nupcial, na Primavera.
A segunda subespécie apresenta dimensões intermédias entre as outras duas, sendo a coloração da plumagem mais intensa que no primeiro caso. A principal área de reprodução é a Islândia, sendo também conhecidos pequenos núcleos de reprodução na Noruega e Reino Unido. Estas aves invernam na Europa Ocidental, desde o Reino Unido e Irlanda até à Península Ibérica, sendo provável que alguns indivíduos invernem em Marrocos.
A subespécie asiática é a que apresenta indivíduos de menores dimensões, sendo a coloração da plumagem intensa, semelhante aos indivíduos da Islândia. As áreas de reprodução vão desde o extremo oriental da Rússia até ao rio Yenisev, ao longo do Sul da Sibéria, Mongólia e Norte da China. As áreas de invernada incluem a Austrália, o Sudoeste Asiático e o sub-continente Indiano.

## Habitat e alimentação
Um dos aspectos da ecologia desta ave é o facto de usar diferentes habitats ao longo do ano, tendo também hábitos alimentares bem distintos em diferentes alturas do ano. As duas subespécies que ocorrem na Europa (L. l. limosa e L. l. islandica) são as mais conhecidas, sendo esta parte do artigo dedicada apenas a estas.
Na Islândia os principais habitats de reprodução são habitats naturais, típicos de regiões de alta latitude, nomeadamente zonas alagadiças costeiras onde abundam prados compostos de diversas espécies de gramíneas, ou zonas pantanosas dominadas por bétulas-anãs (Betula nana).

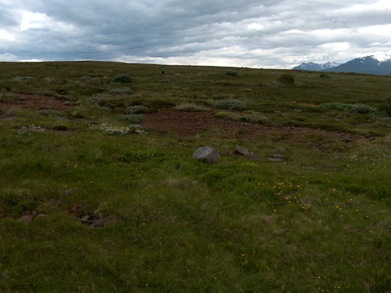
Área de reprodução na Islândia

Na Europa continental são usados essencialmente prados agrícolas, estando as aves muito dependentes das práticas agrícolas. Nestes habitats a alimentação é essencialmente carnívora, sobretudo à base de minhocas, mas incluindo também larvas de insectos e insectos adultos, sobretudo dípteros, sendo estes as presas mais típicas das aves jovens, cujos bicos curtos não permitem ainda a captura de minhocas.

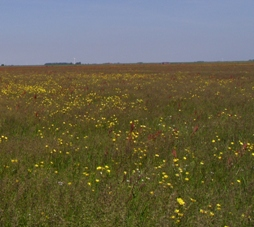
Área de reprodução na Holanda

Durante o Inverno as duas subespécies têm habitats radicalmente diferentes, apesar de por vezes co-ocorrerem nos mesmos locais. L. l. limosa usa essencialmente arrozais, sendo a principal fonte de alimento as próprias sementes de arroz caídas nos campos depois da ceifa.
No caso da L. l. islandica a alimentação no Inverno continua a ser predominantemente carnívora, sendo usadas as zonas entre-marés de habitats estuarinos e lagunares onde as aves encontram poliquetas e pequenos bivalves.

## Reprodução
O timing da reprodução varia de zona para zona, com as aves das áreas mais meridionais a iniciarem o período reprodutor mais cedo do que aquelas que se reproduzem mais a Norte. Na província holandesa da Frísia, uma das mais importantes áreas de reprodução desta espécie, as primeiras aves começam a chegar no início do mês de Março. Nas primeiras semanas são observados pequenos bandos de aves em alimentação, mas cedo estes bandos se dividem em casais que começam a defender activamente o seu território.

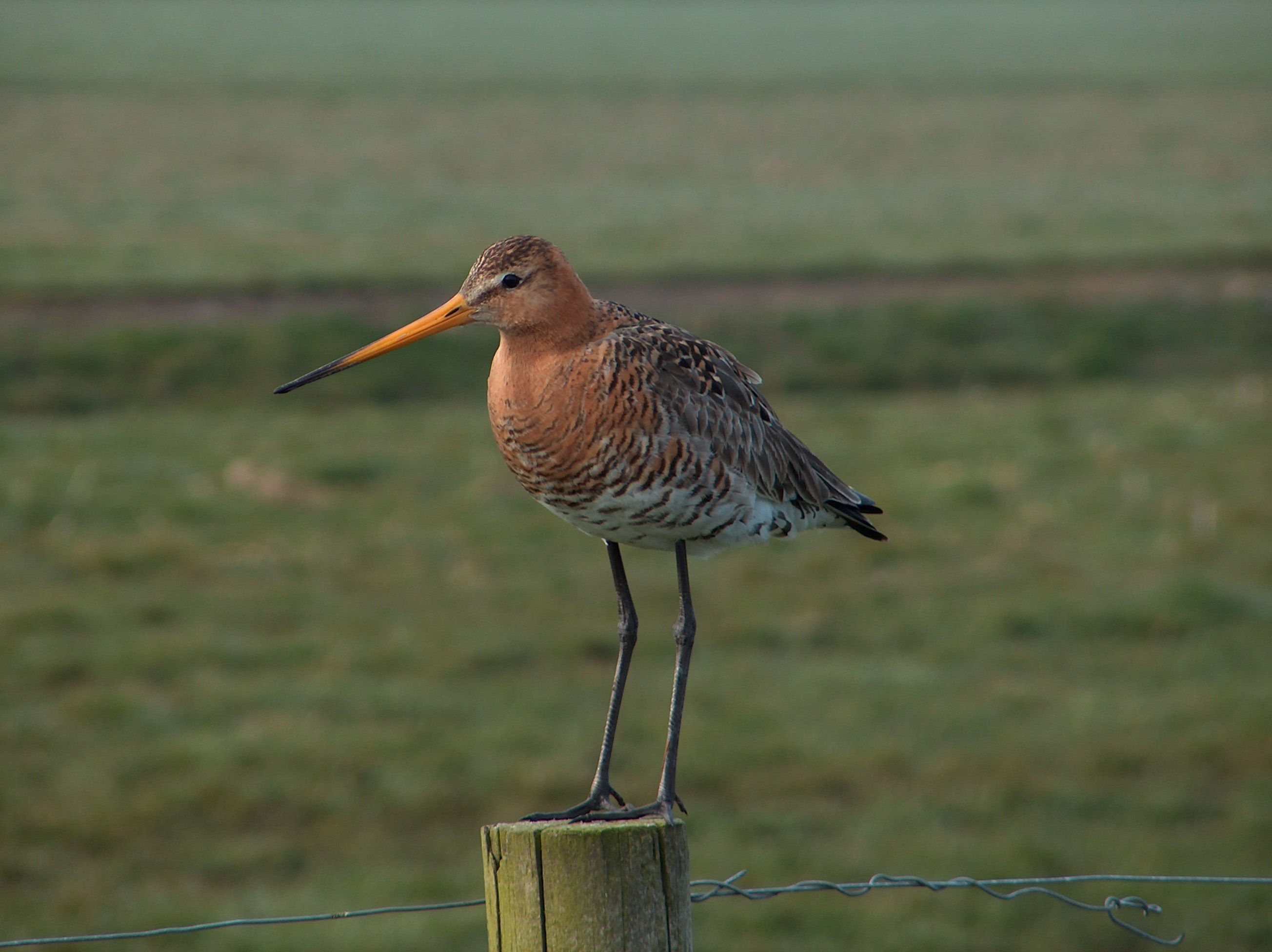
Macho a defender o território

A investigação biológica através da marcação de indivíduos com combinações únicas de anilhas coloridas tem vindo a demonstrar que os maçaricos-de-bico-direito formam casais para toda a vida, sendo raros os casos em que um indivíduo procura um novo parceiro enquanto o outro membro do casal continua vivo. Estes estudos mostraram também que na maioria dos casos um casal constrói o seu ninho a menos de 200m de distância do local onde nidificou no ano anterior.
Depois de um período de corte, com voos de ostentação e ocasionais lutas entre machos, ocorre a cópula, que se repete diversas vezes nos dias que antecedem a postura. É neste período que o ninho é construído. Os ninhos são uma simples depressão no solo, geralmente adornada de pedaços de vegetação seca que lhe dão a característica forma de taça. As posturas são quase sempre de quatro ovos, que são postos ao ritmo de um por dia.

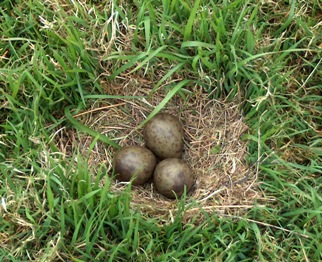
Ninho com postura incompleta

O período de incubação varia entre 23 e 25 dias, após a postura do último ovo, ao fim dos quais nascem as crias, geralmente num intervalo inferior a 48 horas. As crias desta espécie são nidífugas, isto é, não permanecem no ninho após a eclosão.

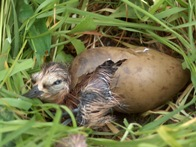
Cria a eclodir

Na verdade, as crias ficam no ninho menos de 24 horas, começando desde cedo a mover-se pelos seus próprios meios e a procurar alimento, essencialmente insectos que encontram na vegetação Contudo, os pais defendem as crias activamente nas primeiras semanas e protegem-nas de frio ou calor excessivo.

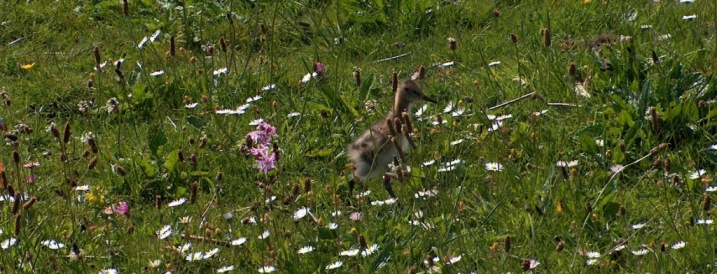
Cria com cerca de 2 semanas

Ao fim de 4 semanas as crias são já capazes de voar, não sendo incomum iniciarem a migração com destino aos locais de invernada apenas 2 meses após o seu nascimento.

## Migração
Os maçaricos-de-bico-direito, tal como muitas outras aves limícolas fazem grandes migrações, de milhares de quilómetros, entre as áreas de reprodução e as áreas de invernada.
A subespécie islandesa Limosa l. islandica inverna nas costas ocidentais da Europa, desde o Sul do Reino Unido até à  Península Ibérica, sendo possível que alguns indivíduos atinjam a costa marroquina durante o Inverno.
Nestas regiões as aves desta subespécie usam essencialmente habitats estuarinos, alimentando-se de invertebrados nas zonas entre-marés. Outros habitats utilizados incluem prados húmidos (no Reino Unido e Irlanda) e campos de arroz (na Península Ibérica). Investigação recente indica que as aves que invernam na Ibérica migram através da Holanda na viagem de regresso à Islândia, enquanto que as aves que invernam no Reino Unido viajam directamente para a Islândia.
A subespécie continental Limosa l. limosa inverna na África Ocidental, pensando-se que os indivíduos adultos fazem voos directos das áreas de reprodução para as áreas de invernada, enquanto os juvenis fazem voos mais curtos com paragens ao longo da rota migratória, em França e na Península Ibérica. As aves ficam em África até finais de Dezembro, inícios de Janeiro, altura em que  começam a viagem para Norte. Estas aves fazem uma paragem migratória prolongada na Península Ibérica, onde permanecem em média seis semanas. Aqui as aves usam essencialmente arrozais onde acumulam energias para completar a viagem até às áreas de reprodução. No final de Fevereiro as aves iniciam o último troço da viagem, sabendo-se de casos em que uma ave fez a viagem de Portugal até à Holanda em menos de uma semana.

## Ameaças
As duas subespécies que ocorrem na Europa apresentam tendências populacionais inversas.
A população islandesa tem vindo a aumentar nas últimas décadas, pensando-se que está actualmente numa fase de estabilização. Este aumento populacional deve-se possivelmente ao desenvolvimento agrícola na Islândia que originou mais habitats favoráveis para a reprodução destas aves. Por outro lado, o aquecimento global e a consequente amenização do clima islandês poderá ter sido benéfico para o maçarico-de-bico-direito.
Por seu lado, a população continental tem vindo a sofrer um drástico decréscimo populacional desde os anos sessenta. A situação mais bem conhecida é a da Holanda, onde se encontra o maior núcleo reprodutor. Nesta região a tremenda intensificação das práticas agrícolas (a Holanda atingiu um aumento de produtividade da ordem dos 300% nas últimas décadas, tendo actualmente uma densidade de cabeças de gado aproximadamente quatro vezes superior à média europeia) é apontada como a principal causa para o decréscimo populacional. O adiantar das datas de ceifa levou a que a maioria dos campos sejam ceifados ainda durante a época de reprodução, levando à destruição de grande parte dos ninhos. Por outro lado, a proliferação das monoculturas e o regime de pastagem e ceifa alterou o habitat, tornando os insectos, de que as crias jovens dependem para sua alimentação, cada vez menos abundantes. Finalmente, a alteração da paisagem pelo Homem teve efeitos benéficos para muitos predadores, como as gaivotas, as gralhas e as raposas, assim como os cães e gatos domésticos, levando a um grande aumento da taxa de predação de crias não voadoras, que hoje têm taxas de sobrevivência tão baixas que são insuficientes para a sustentabilidade desta população. Apesar do vasto investimento em medidas agro-ambientais feito pelo governo holandês nas últimas décadas, o decréscimo populacional não da sinais de abrandar, tendo levado a IUCN (União Internacional para a Conservação da Natureza) a incluir o maçarico-de-bico-direito na sua lista vermelha da espécies globalmente ameaçadas. Outros factores de ameaça para esta subespécie são alterações de habitat na África Ocidental, devido a vastos projectos de irrigação e da construção de barragens em países como o Senegal ou o Mali. Finalmente, não são ainda claras as consequências da alimentação essencialmente granívora que estas aves adoptam hoje nos arrozais ibéricos, sendo a crescente industrialização destes e a sua potencialmente substituição por campos de milho outros factores de ameaça.